# Anna Boberg

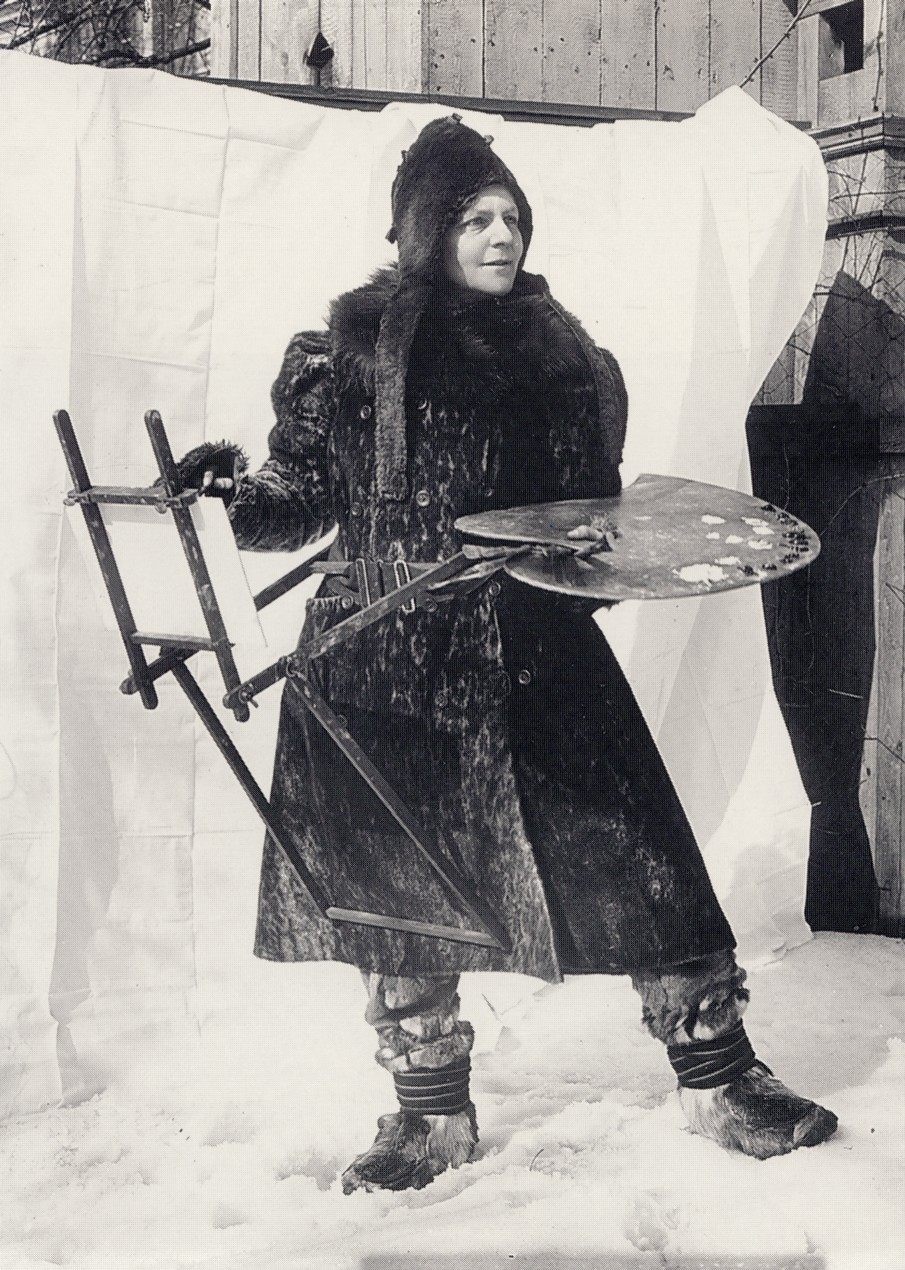
Anna Boberg (1910)

Anna Boberg, geborene Scholander (* 3. Dezember 1864 in Stockholm; † 27. Januar 1935) war eine schwedische Malerin, Keramikerin und Porzellanmalerin.

## Leben

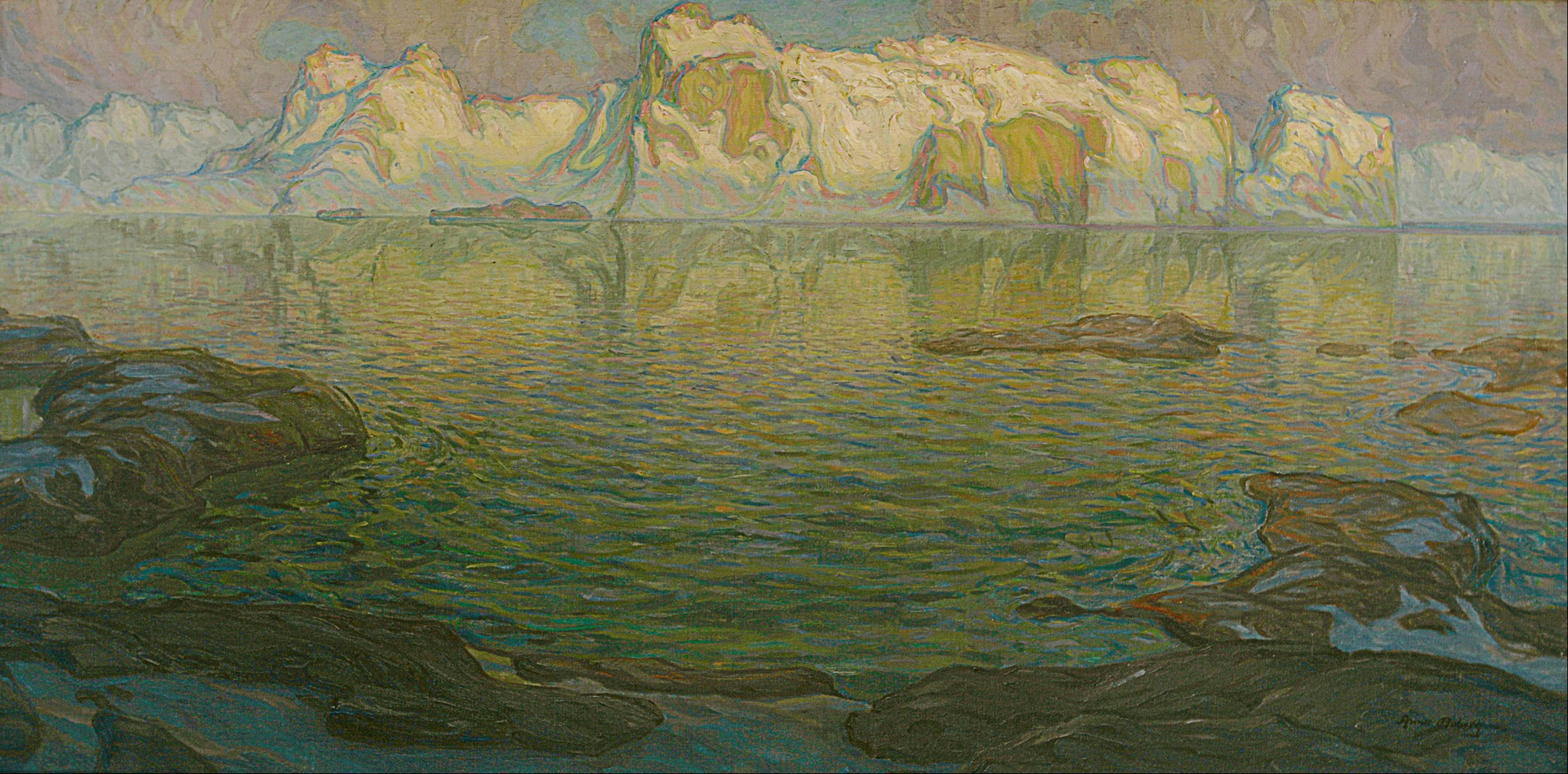
Silent evening – Scene from Lofoten

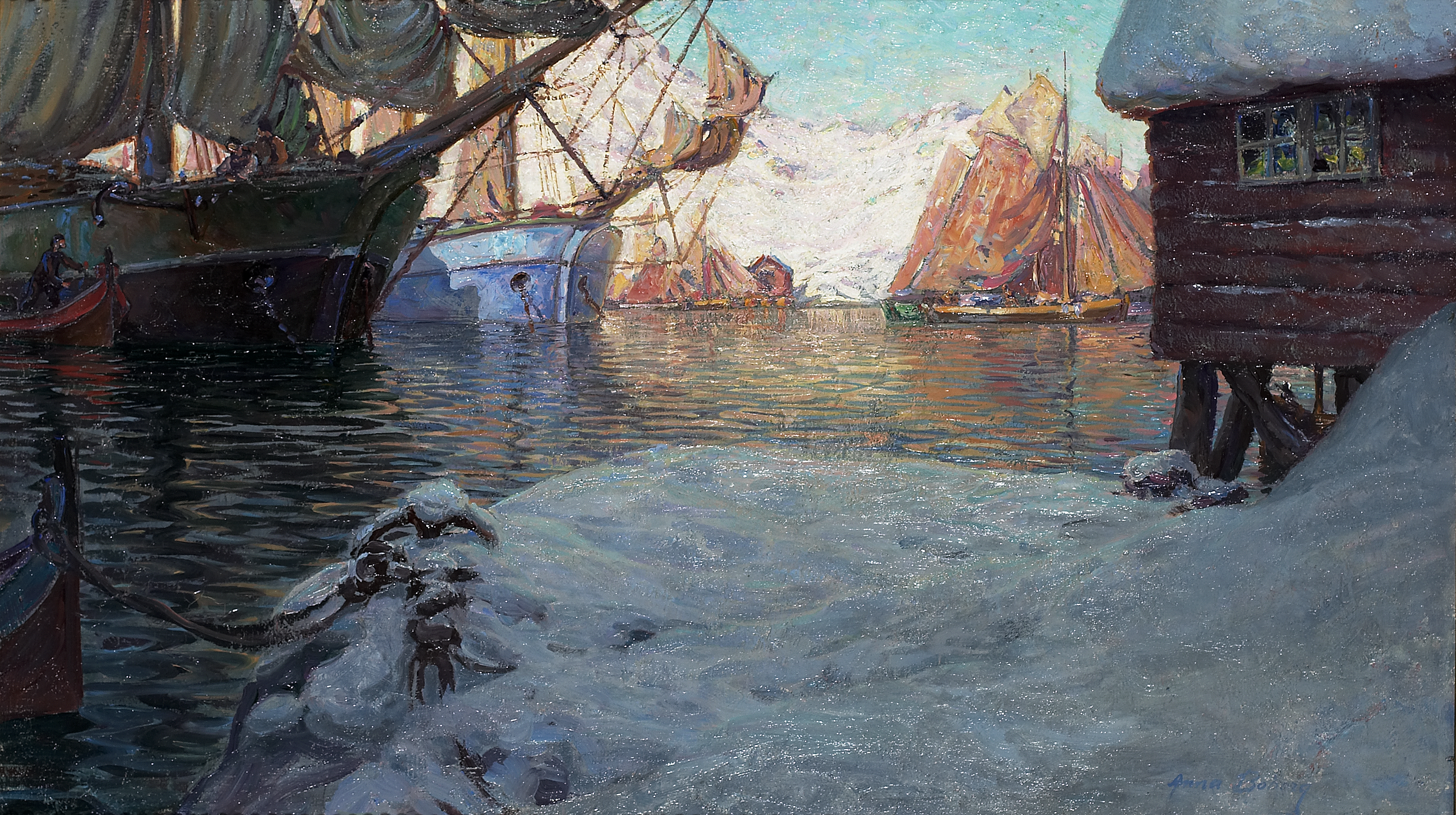
Fiskebåtar i hamn

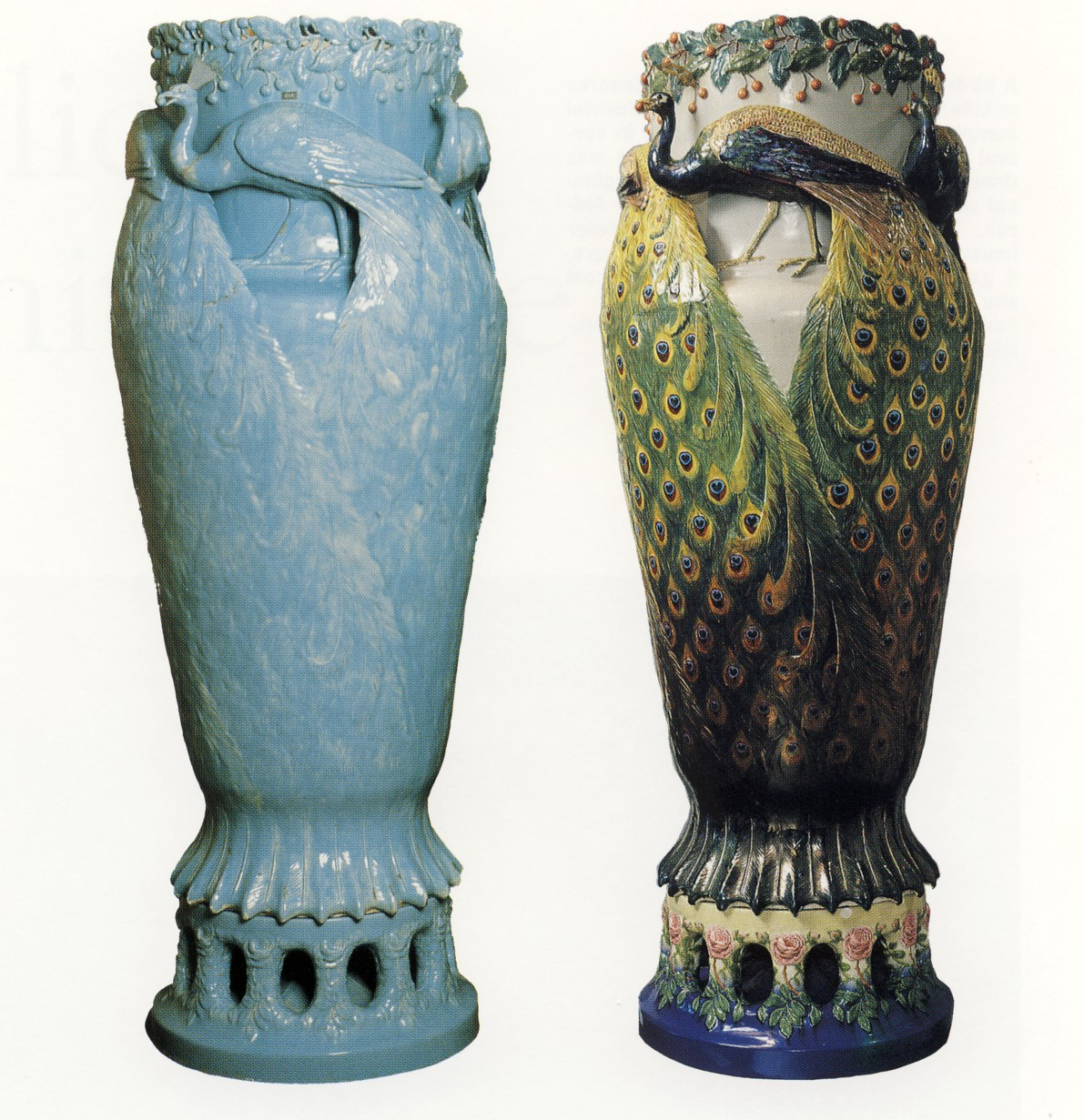

Boberg war die Tochter des Architekten Fredrik Wilhelm Scholander und Enkelin von Axel Nyström. Sie studierte zunächst Französisch und anschließend für kurze Zeit Kunst an der Académie Julien in Paris. Anschließend bildete sie sich autodidaktisch weiter und arbeitete als freie Künstlerin. 1888 heiratete sie den Architekten und Designer Ferdinand Boberg.
Boberg arbeitete für die Porzellanfabrik Rörstrand, wobei sie in erster Linie Motive aus der Tier- und Pflanzenwelt benutzte. Als Textilgestalterin arbeitete sie mit der Organisation Handarbetets Vänner zusammen, einer der Pionierin der schwedischen Frauenbewegung. Bobergs Gemälde befinden sich heute größtenteils im Nationalmuseum in Stockholm. Ihre Gemälde zeigen überwiegend die Landschaft der norwegischen und schwedischen arktischen Gebiete – insbesondere der Lofoten –, die sie häufig bereiste.
Boberg stellte ihre Arbeiten unter anderem auf der Weltausstellung 1893 in Chicago aus, bei der Weltausstellung 1900 in Paris entwarf Ferdinand Bomberg den schwedischen Pavillon, Anna Boberg schuf verschiedene Textilien für den Pavillon.
Anna Boberg starb 1935 an den Komplikationen einer Gallenblasen-Operation.